# Skå socken
Skå socken i Uppland ingick i Färentuna härad och är sedan 1971 en del av Ekerö kommun, från 2016 inom Färingsö distrikt.
Socknens areal är 18,62 kvadratkilometer, varav 18,60 land. År 1952 fanns här 738 invånare.  Sockenkyrkan Skå kyrka ligger i socknen.  

## Administrativ historik
Skå socken omtalas i skriftliga handlingar första gången i ett odaterat brev från 1200-talets början ('in parrochia Schawm'), och därefter i ett dokument från 1303 ('Deinde Ska'). Skå kyrkas äldsta delar dateras till 1100-talets slut.
Vid kommunreformen 1862 övergick socknens ansvar för de kyrkliga frågorna till Skå församling och för de borgerliga frågorna till Skå landskommun. Landskommunen uppgick 1952 i Färingsö landskommun som 1971 uppgick i Ekerö kommun. Församlingen uppgick 1992 i Färingsö församling.
1 januari 2016 inrättades distriktet Färingsö, med samma omfattning som Färingsö församling fick 1992, och vari detta sockenområde ingår.
Socknen har tillhört län, fögderier, tingslag och domsagor enligt vad som beskrivs i artikeln Färentuna härad.

## Geografi
Skå socken ligger väster om Stockholm på södra Färingsö med Långtarmen i söder och Mörbyfjärden i öster. Socknen har odlad slättbygd som omväxlar med höjder speciellt i väster.
Här skapade Skå-Gustav Jonsson 1947 barnbyn Skå.

## Fornlämningar
Från bronsåldern finns spridda gravrösen och skärvstenshögar. Från järnåldern finns cirka 20 gravfält. Sex runristningar har påträffats.

## Namnet
Namnet (1310 Ska) har oklar tolkning. Bland förslag till tolkning är att namnet innehåller skå, 'snedhet,kant' syftande på en terrängformation. Ett annat förslag är att det innehåller sko syftande på en äldre ö. Slutligen har det föreslagit innehålla ett äldre namn på byn Tuna nordväst om kyrkan.